# Пасслер, Йоханн
Йо́ханн Па́сслер (нем. Johann Passler; род. 18 августа 1961, Разун-Антерсельва, Трентино-Альто-Адидже) — итальянский биатлонист, двукратный бронзовый призёр Олимпийских игр 1988 года в эстафете и индивидуальной гонке, двукратный чемпион мира, бронзовый призёр Чемпионата мира 1985 года в спринте, бронзовый призёр Чемпионата мира 1986 года в эстафете.